# Gran Premio motociclistico delle Nazioni 1971
Il Gran Premio motociclistico delle Nazioni fu il penultimo appuntamento del motomondiale 1971.
Si svolse il 12 settembre 1971 presso l'Autodromo di Monza alla presenza di 40.000 spettatori. Corsero tutte le classi tranne i sidecar.

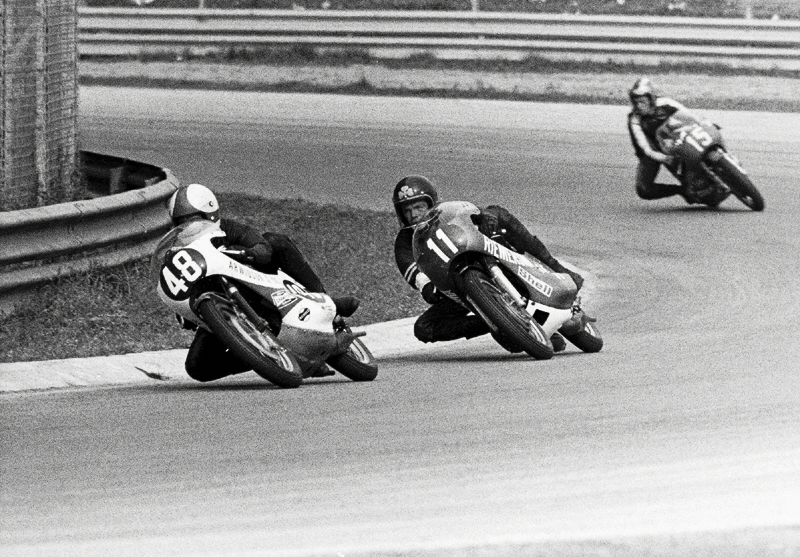
Jarno Saarinen (48) tallonato da Theo Bult (11) in una fase della gara nella classe 250

Giacomo Agostini si ritirò clamorosamente in 350 e 500: a tradirlo problemi meccanici alla sua MV Agusta tre cilindri. Anche il suo compagno di squadra Alberto Pagani si dovette ritirare nella 350 (la nuova MV 350 quattro cilindri, che portava al debutto, si dimostrò molto fragile), mentre si rifece vincendo la mezzo litro. La vittoria in 350 andò a Jarno Saarinen.
In 250 lo svizzero Gyula Marsovszky ottenne la sua prima vittoria iridata; nella successiva gara della 500 cadde a Lesmo fratturandosi l'avanbraccio.
Vittoria per la Morbidelli di Gilberto Parlotti in 125 su Ángel Nieto. Lo spagnolo fu secondo anche nella gara della 50 (vinta da Jan de Vries).
In occasione del GP si svolse anche la prima finale del Campionato Italiano Juniores, vinta da Michele Ancona (MotoBi 175) e Mario Lega (Yamaha 250).

## Classe 500

### Arrivati al traguardo
| Pos. | Pilota            | Moto      | Tempo     | Punti |
| ---- | ----------------- | --------- | --------- | ----- |
| 1    | Alberto Pagani    | MV Agusta | 58' 08" 3 | 15    |
| 2    | Gianpiero Zubani  | Kawasaki  | +1' 07" 7 | 12    |
| 3    | Dave Simmonds     | Kawasaki  | +1' 08" 4 | 10    |
| 4    | Phil Read         | Ducati    | +1' 42" 8 | 8     |
| 5    | Jack Findlay      | Suzuki    | +1 giro   | 6     |
| 6    | Keith Turner      | Suzuki    | +1 giro   | 5     |
| 7    | Lothar John       | Yamaha    | +2 giri   | 4     |
| 8    | Piet van der Wal  | Kawasaki  | +3 giri   | 3     |
| 9    | Giordano Mongardi | Ducati    | +4 giri   | 2     |
| 10   | Bosse Granath     | Husqvarna | +6 giri   | 1     |

### Ritirati
| Pilota             | Moto      | Motivo ritiro |
| ------------------ | --------- | ------------- |
| Gyula Marsovszky   | LinTo     | caduta        |
| Kurt-Ivan Carlsson | Yamaha    |               |
| Maurice Hawthorne  | Kawasaki  |               |
| Paolo Campanelli   | Kawasaki  |               |
| Frank Perris       | LinTo     |               |
| Roberto Gallina    | Paton     |               |
| Ron Chandler       | Kawasaki  |               |
| Paul Eickelberg    | Yamaha    |               |
| Giacomo Agostini   | MV Agusta | rottura       |
| Karl Auer          | Matchless |               |
| Jean Campiche      | Honda     | caduta        |
| Benedetto Zambotti | Kawasaki  |               |
| John Dodds         | König     |               |
| Bruno Spaggiari    | Ducati    |               |
| Sergio Baroncini   | Ducati    |               |
| Silvano Bertarelli | Kawasaki  |               |
| Vasco Loro         | Yamaha    |               |

## Classe 350

### Arrivati al traguardo
| Pos. | Pilota             | Moto   | Tempo     | Punti |
| ---- | ------------------ | ------ | --------- | ----- |
| 1    | Jarno Saarinen     | Yamaha | 44' 16" 7 | 15    |
| 2    | Silvio Grassetti   | MZ     | +0" 5     | 12    |
| 3    | Barry Randle       | Yamaha | +2" 8     | 10    |
| 4    | Walter Sommer      | Yamaha | +13" 4    | 8     |
| 5    | Kurt-Ivan Carlsson | Yamaha | +14"      | 6     |
| 6    | Teuvo Länsivuori   | Yamaha | +46"      | 5     |
| 7    | Bosse Granath      | Yamaha |           | 4     |
| 8    | Keith Turner       | Yamaha |           | 3     |
| 9    | László Szabó       | Yamaha |           | 2     |
| 10   | Giuseppe Consalvi  | Yamaha |           | 1     |
| 11   | Enzo Simonetti     | Yamaha |           |       |
| 12   | Tommy Robb         | Yamaha |           |       |
| 13   | Billie Nelson      | Yamaha |           |       |

## Classe 250

### Arrivati al traguardo
| Pos | Pilota           | Moto      | Tempo      | Punti |
| --- | ---------------- | --------- | ---------- | ----- |
| 1   | Gyula Marsovszky | Yamaha    | 35' 12" 30 | 15    |
| 2   | John Dodds       | Yamaha    | +2' 00" 35 | 12    |
| 3   | Silvio Grassetti | MZ        | +2' 00" 40 | 10    |
| 4   | Rodney Gould     | Yamaha    | +2' 00" 41 | 8     |
| 5   | Jarno Saarinen   | Yamaha    | +2' 14" 9  | 6     |
| 6   | Phil Read        | Yamaha    | +2' 15" 4  | 5     |
| 7   | Theo Bult        | Yamsel    | +2' 15" 7  | 4     |
| 8   | Dieter Braun     | Yamaha    | +2' 20" 9  | 3     |
| 9   | László Szabó     | Yamaha    | +2' 32" 6  | 2     |
| 10  | Börje Jansson    | Yamasaki  | +2' 33" 5  | 1     |
| 11  | Renzo Pasolini   | Aermacchi |            |       |
| 12  | Kent Andersson   | Yamaha    |            |       |

## Classe 125

### Arrivati al traguardo
| Pos | Pilota            | Moto       | Tempo     | Punti |
| --- | ----------------- | ---------- | --------- | ----- |
| 1   | Gilberto Parlotti | Morbidelli | 31' 41" 3 | 15    |
| 2   | Ángel Nieto       | Derbi      | +0" 7     | 12    |
| 3   | Barry Sheene      | Suzuki     | +2" 1     | 10    |
| 4   | Börje Jansson     | Maico      | +7" 2     | 8     |
| 5   | Harald Bartol     | Suzuki     | +21" 3    | 6     |
| 6   | Dave Simmonds     | Kawasaki   | +28"      | 5     |
| 7   | Kent Andersson    | Yamaha     | +31" 8    | 4     |
| 8   | Toni Gruber       | Maico      | +1' 29"   | 3     |
| 9   | Thomas Heuschkel  | MZ         | +1 giro   | 2     |
| 10  | Eugenio Lazzarini | Maico      |           | 1     |

## Classe 50

### Arrivati al traguardo
| Pos | Pilota             | Moto       | Tempo     | Punti |
| --- | ------------------ | ---------- | --------- | ----- |
| 1   | Jan de Vries       | Kreidler   | 22' 25" 8 | 15    |
| 2   | Ángel Nieto        | Derbi      | +0" 5     | 12    |
| 3   | Gilberto Parlotti  | Derbi      | +54"      | 10    |
| 4   | Jos Schurgers      | Kreidler   | +1' 08" 8 | 8     |
| 5   | Rudolf Kunz        | Kreidler   | +1' 14"   | 6     |
| 6   | Jarno Saarinen     | Kreidler   | +1' 31" 5 | 5     |
| 7   | Herman Meijer      | Jamathi    | +1' 55" 2 | 4     |
| 8   | Leo Commu          | Jamathi    | +2' 00" 5 | 3     |
| 9   | Alberto Ieva       | Morbidelli | +1 giro   | 2     |
| 10  | Ryszard Mankiewicz | Kreidler   |           | 1     |